# Slag bij Cynthiana
De Slag bij Cynthiana vond plaats op 11 juni en 12 juni 1864 nabij Cynthiana, Kentucky tijdens de Amerikaanse Burgeroorlog. De overwinning werd behaald door de Noordelijken die erin slaagden om de Zuidelijke brigadegeneraal John Hunt Morgan definitief te verslaan in Kentucky.
Bij het ochtendgloren op 11 juni 1864 verscheen de Zuidelijke brigadegeneraal John Hunt Morgan met 1.200 cavaleristen voor Cynthiana. De stad werd verdedigd door een kleine Noordelijke eenheid onder leiding van kolonel Conrad Garis die het bevel voerde over een detachement van de 168th Ohio Infantry en enkele eenheden van de Home Guard. Dit waren ongeveer 300 soldaten. Morgan verdeelde zijn eenheden in drie colonnes waarna ze de stad omsingelden. Ze voerden een aanval uit bij de brug en verdreven Garis’ soldaten in noordelijke richting naar het depot en de spoorweg. De Zuidelijken staken de stad in brand waarbij veel gebouwen vernietigd werden.
Terwijl de strijd woedde in en rond Cynthiana arriveerde een andere Noordelijke strijdmacht van 750 soldaten van de 171st Ohio Infantry, aangevoerd door brigadegeneraal Edward H. Hobson, per trein ten noorden van de stad bij Keller’s Bridge. Dit regiment vocht gedurende zes uur tegen Morgan. Uiteindelijke slaagde Morgan dit regiment vast te zetten in een meander van de Lickingrivier. Morgan had 1.300 Noordelijken gevangengenomen. Dit avond werden de gevechten gestaakt en sloeg Morgan zijn tenten op. De volgende dag liet hij de 171st Ohio vrij onder voorwaarden.
Hoewel Morgan nog maar weinig munitie over had, bleef hij in de buurt van de stad en wachtte een nog grotere Noordelijke strijdmacht op van 2.400 soldaten onder leiding van brigadegeneraal Stephen G. Burbridge. In de ochtend van 12 juni werd de strijd geopend. De Zuidelijken werden terug gedrongen. Uiteindelijk brak hun linie waarna velen de stad invluchten waar ze sneuvelden of gevangen werden genomen. Morgan en zijn officieren ontsnapten. De Noordelijken verloren 1.092 soldaten terwijl Morgan ongeveer 1.000 manschappen verloor. Dit laatste is echter niet met zekerheid vast te stellen.

## Aanbevolen lectuur
- William A. Penn, Rattling Spurs and Broad-Brimmed Hats: The Civil War in Cynthiana and Harrison County, Kentucky,(1995) 105, 114, 124
- Dit artikel of een eerdere versie ervan is een (gedeeltelijke) vertaling van het artikel Battle of Cynthiana op de Engelstalige Wikipedia, dat onder de licentie Creative Commons Naamsvermelding/Gelijk delen valt. Zie de bewerkingsgeschiedenis aldaar.